# Susan Lee
Susan Lee, född den 7 juni 1966, är en australisk roddare.
Hon tog OS-brons i fyra med styrman i samband med de olympiska roddtävlingarna 1984 i Los Angeles.